# فرودگاه کیسیدوگو
 فرودگاه کیسیدوگو (به انگلیسی: Kissidougou Airport) یک فرودگاه با کد یاتا KSI است . این فرودگاه در شهر کیسیدوگو کشور گینه قرار دارد .